# Marcus Smart
Marcus Osmond Smart (Flower Mound, Texas, 6 de marzo de 1994) es un jugador de baloncesto estadounidense que pertenece a la plantilla de Los Angeles Lakers de la NBA. Con 1,91 metros de altura, juega en la posición de base.

## Trayectoria deportiva

### Primeros años
Asistió al instituto "Edward S. Marcus High School" en Flower Mound, Texas, junto con uno de sus compañeros de equipo de OSU, Phillip Forte. Smart durante su último año, promedió 15,1 puntos, 9,2 rebotes y 5 asistencias por partido. En su carrera en el instituto, alcanzó un récord de 115-6 a través de 3 temporadas y fue 2 veces campeón estatal 5A. También fue nombrado a un primer equipo ESPNHS All-American y fue McDonalds All-American. Marcus jugó al fútbol competitivo hasta el sexto grado y le gusta jugar al tenis en su tiempo libre.

### Universidad
Durante su primer año en la universidad de Oklahoma State, Smart lideró a los Cowboys a un récord de 24-8 y a terminar 3º en la Big 12 detrás de Kansas y Kansas State. Smart promedió 15,4 puntos, 5,8 rebotes, 4,2 asistencias por partidovy lideró la Big 12 en robos donde logró 99 robos y un promedio de 3,0 robos por partido. Smart y los Cowboys ganaron un viaje a la escuadra de la NCAA al alzarse con el lugar #5 en la Región del Medio Oeste ese año. Durante la primera ronda del torneo, sin embargo, los Cowboys fueron eliminados por el lugar #12 de Oregon Ducks. El 17 de abril de 2013, Smart celebró una conferencia de prensa en la asociación de estudiantes de la OSU y anunció que no iba a declarar para el draft de la NBA y en su lugar, volvió a OSU para su segunda temporada. Durante esa misma conferencia de prensa, Le'Bryan Nash y Markel Brown también anunciaron que volverían a OSU para la temporada 2013-14. El 19 de noviembre de 2013 Smart empató un registro de puntuación de OSU en un partido con 39 puntos al liderar al lugar #7 Oklahoma State Cowboys pasado #11 Memphis Tigers.
Fue considerado uno de los mejores prospectos para el Draft de la NBA de 2013, aunque el 16 de abril se informó por la revista Sports Illustrated que había decidido permanecer en el estado de Oklahoma y volver a su segunda temporada en 2013-14.
El 8 de febrero de 2014, en un partido contra los Texas Tech, Smart empujó un aficionado en las gradas después de un altercado verbal en los últimos minutos del partido, y recibió una falta técnica que le sigue. Se había informado anteriormente que Smart dijo a sus entrenadores que el aficionado utilizó un insulto racial después Smart se estrelló en las gradas. En conferencia de prensa la tarde del día siguiente, ni Smart ni entrenador Travis Ford abordaron la cuestión de lo que dijo el aficionado y OSU anunciaron que Smart sería suspendido por 3 partidos a causa del incidente. Por otra parte, Texas Tech anunció su hallazgo de que el aficionado no había usado un insulto racial, pero había hablado de manera inapropiada a Smart, y que el aficionado fue suspendido a no asistir a ningún partido más de Texas Tech durante la temporada 2013-2014. El 13 de febrero, fue nombrado uno de los 30 finalistas de Naismith Jugador del Año Universitario. En el primer partido del torneo 2014 NCAA, los Cowboys perdieron ante Gonzaga. Terminó con 23 puntos, 13 rebotes, 7 asistencias y 6 robos de balón, convirtiéndose en el primer jugador en la historia del torneo en registrar 20 puntos, 10 rebotes, 5 asistencias y 5 robos de balón.
El 7 de abril de 2014, Smart declaró su elegibilidad para el Draft de la NBA de 2014, renunciando a sus dos temporadas restantes universitarias.

#### Estadísticas
| Año     | Equipo         | PJ | PT | MPP  | %TC  | %3P  | %TL  | RPP | APP | ROB | TPP | PPP  |
| ------- | -------------- | -- | -- | ---- | ---- | ---- | ---- | --- | --- | --- | --- | ---- |
| 2012–13 | Oklahoma State | 33 | 32 | 33.5 | .404 | .290 | .777 | 5.8 | 4.2 | 3.0 | .7  | 15.4 |
| 2013–14 | Oklahoma State | 31 | 31 | 32.7 | .422 | .299 | .728 | 5.9 | 4.8 | 2.9 | .6  | 18.0 |
| Total   | Total          | 64 | 63 | 33.1 | .413 | .295 | .751 | 5.9 | 4.5 | 2.9 | .6  | 16.6 |

### NBA

#### Boston Celtics (2014-2023)

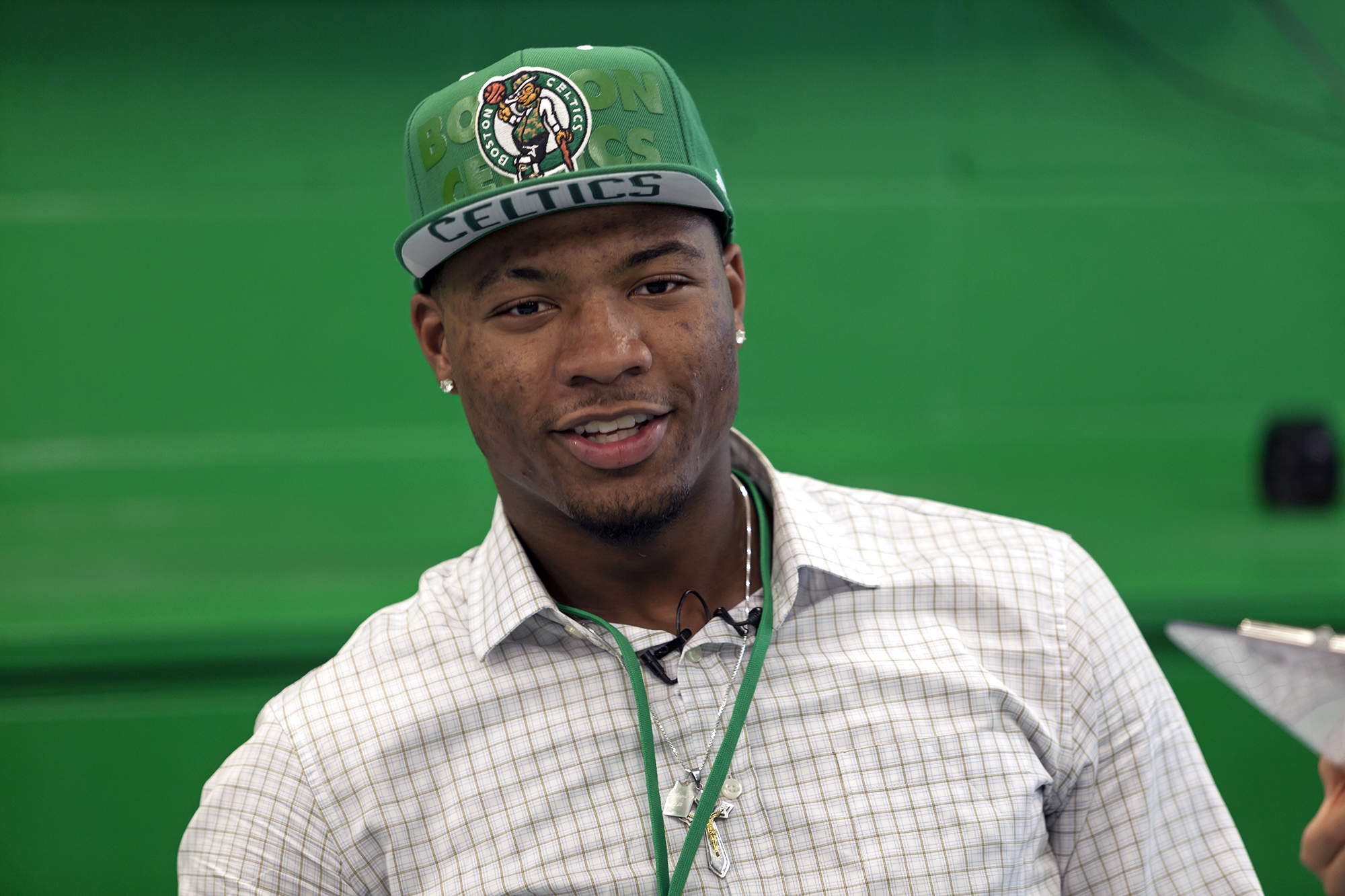
Smart tras el draft en 2014.

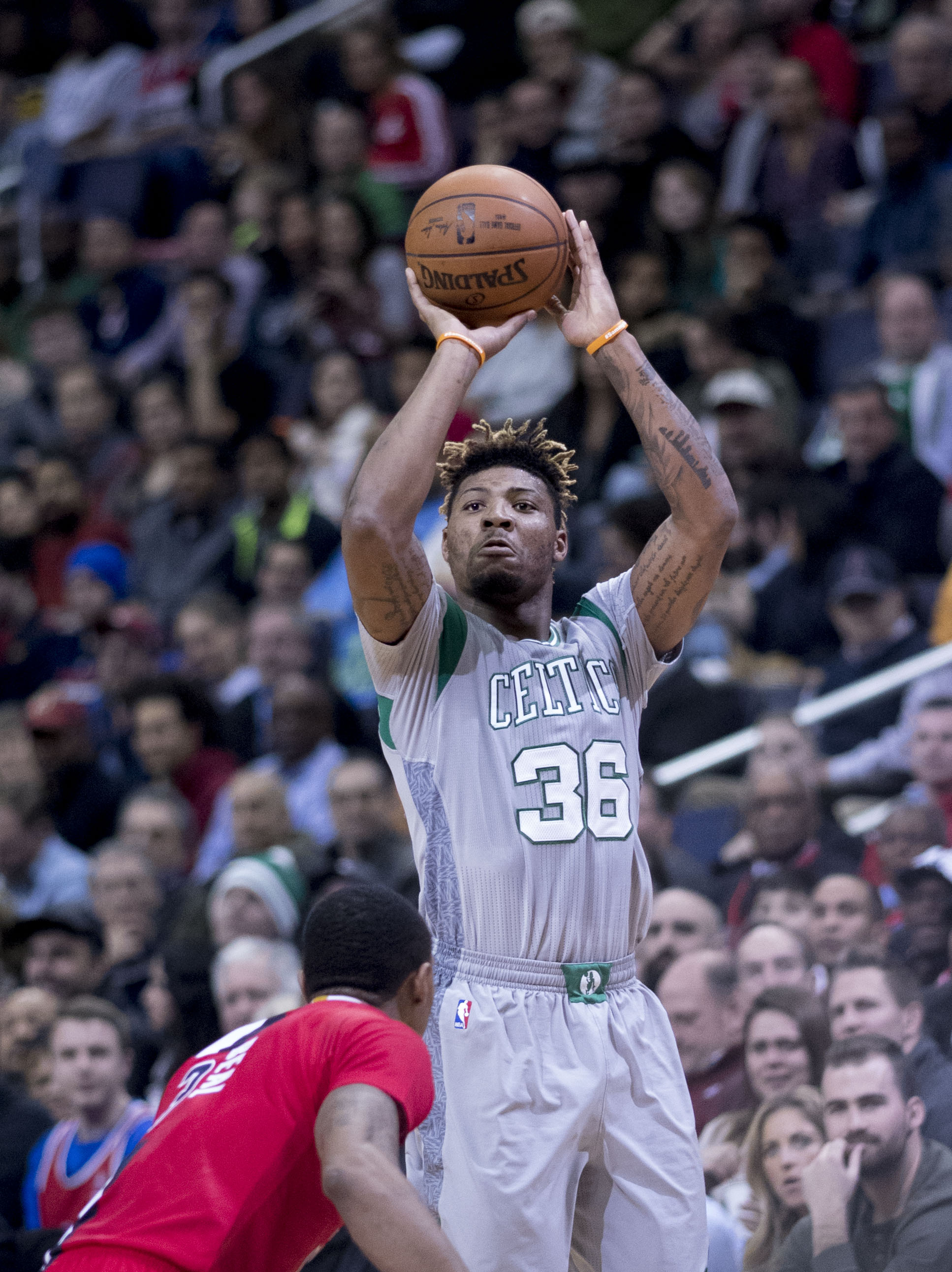
Smart con los Celtics en 2017.

El 26 de junio de 2014, fue seleccionado en la sexta posición del Draft de la NBA de 2014 por los Boston Celtics. El 10 de julio de 2014, firmó con los Celtics.
Al término de la temporada 2018-19 fue galardonado con el Premio Hustle.
El 19 de enero de 2020, Smart alcanzó su récord personal de anotación con 37 puntos ante Phoenix Suns. Ese día anotó 11 triples, siendo el récord de la franquicia de Boston en toda su historia.
El 17 de agosto de 2021, acuerda una extensión de contrato con los Celtics por $77 millones y 4 años.
Al término de su octava temporada en Boston, fue nombrado Mejor Defensor de la NBA, siendo el primer base que lo consigue desde Gary Payton en 1996, y a la vez incluido en el mejor quinteto defensivo de la liga y galardonado con el Premio Hustle, por segunda vez en su carrera.
Al acabar su noveno año, le otorgaron el Premio Hustle, por segunda temporada consecutiva, siendo la tercera vez en su carrera.

#### Memphis Grizzlies (2023-2025)
Tras nueve temporadas en Boston, el 21 de junio de 2023, es traspasado a Memphis Grizzlies en un intercambio entre tres equipos. Esa temporada promedió los mejores número de su carrera con 14,5 puntos y 2,1 robos por encuentro, pero tan solo puedo disputar 20 encuentros por una lesión en el tobillo en noviembre y una fractura en el dedo en enero.

#### Washington Wizards (2025)
El 6 de febrero es traspasado a los Washington Wizards en un cambio que trae también a Colby Jones y Alex Len procedentes de Sacramento Kings a donde es enviado Jake LaRavia y enviando a Marvin Bagley III a los Memphis Grizzlies.

#### Los Angeles Lakers (2025-presente)
El 19 de julio de 2025 llega a un acuerdo para rescindir su contrato con los Wizards y unirse a Los Angeles Lakers por dos años y $11 millones.

## Selección nacional
Fue parte del combinado juvenil estadounidense que disputó y ganó el Campeonato FIBA Américas Sub-18 de 2012.
Al año siguiente disputó y ganó el oro en el Mundial Sub-19 celebrado en la República Checa.

## Estadísticas de su carrera en la NBA

### Temporada regular
| Año     | Equipo     | PJ  | PT  | MPP  | %TC  | %3P  | %TL  | RPP | APP | ROB | TPP | PPP  |
| ------- | ---------- | --- | --- | ---- | ---- | ---- | ---- | --- | --- | --- | --- | ---- |
| 2014-15 | Boston     | 67  | 38  | 27.0 | .367 | .335 | .646 | 3.3 | 3.1 | 1.5 | .3  | 7.8  |
| 2015-16 | Boston     | 61  | 10  | 27.3 | .348 | .253 | .777 | 4.2 | 3.0 | 1.5 | .3  | 9.1  |
| 2016-17 | Boston     | 79  | 24  | 30.4 | .359 | .284 | .812 | 3.9 | 4.6 | 1.6 | .4  | 10.6 |
| 2017-18 | Boston     | 54  | 11  | 29.9 | .367 | .301 | .729 | 3.5 | 4.8 | 1.3 | .4  | 10.2 |
| 2018-19 | Boston     | 80  | 60  | 27.5 | .422 | .364 | .806 | 2.9 | 4.0 | 1.8 | .4  | 8.9  |
| 2019-20 | Boston     | 60  | 40  | 32.0 | .375 | .347 | .836 | 3.8 | 4.9 | 1.7 | .5  | 12.9 |
| 2020-21 | Boston     | 48  | 45  | 32.9 | .398 | .330 | .790 | 3.5 | 5.7 | 1.5 | .5  | 13.1 |
| 2021-22 | Boston     | 71  | 71  | 32.3 | .418 | .331 | .793 | 3.8 | 5.9 | 1.7 | .3  | 12.1 |
| 2022-23 | Boston     | 61  | 61  | 32.1 | .415 | .336 | .746 | 3.1 | 6.3 | 1.5 | .4  | 11.5 |
| 2023-24 | Memphis    | 20  | 20  | 30.3 | .430 | .313 | .768 | 2.7 | 4.3 | 2.1 | .3  | 14.5 |
| 2024-25 | Memphis    | 19  | 6   | 21.1 | .358 | .322 | .833 | 2.3 | 3.7 | 1.2 | .3  | 8.7  |
| 2024-25 | Washington | 15  | 1   | 18.7 | .440 | .392 | .686 | 1.9 | 2.5 | 1.1 | .2  | 9.3  |
| Total   | Total      | 635 | 387 | 29.5 | .388 | .324 | .776 | 3.4 | 4.6 | 1.6 | .4  | 10.6 |

### Playoffs
| Año   | Equipo | PJ  | PT | MPP  | %TC  | %3P  | %TL  | RPP | APP | ROB | TPP | PPP  |
| ----- | ------ | --- | -- | ---- | ---- | ---- | ---- | --- | --- | --- | --- | ---- |
| 2015  | Boston | 4   | 3  | 22.5 | .483 | .231 | .533 | 2.8 | 1.3 | .3  | .3  | 9.8  |
| 2016  | Boston | 6   | 1  | 32.2 | .367 | .344 | .810 | 4.5 | 3.0 | 1.7 | .8  | 12.0 |
| 2017  | Boston | 18  | 3  | 29.9 | .351 | .397 | .640 | 4.7 | 4.7 | 1.5 | .9  | 8.6  |
| 2018  | Boston | 15  | 4  | 29.9 | .336 | .221 | .735 | 3.7 | 5.3 | 1.7 | .7  | 9.8  |
| 2019  | Boston | 2   | 0  | 16.0 | .091 | .091 | .667 | 2.0 | 2.0 | 1.5 | .0  | 3.5  |
| 2020  | Boston | 17  | 16 | 38.1 | .394 | .333 | .875 | 5.2 | 4.6 | 1.2 | .5  | 14.5 |
| 2021  | Boston | 5   | 5  | 36.6 | .439 | .372 | .714 | 4.4 | 6.0 | 1.0 | .2  | 17.8 |
| 2022  | Boston | 21  | 21 | 36.2 | .405 | .350 | .806 | 4.5 | 5.9 | 1.2 | .2  | 15.4 |
| 2023  | Boston | 20  | 20 | 34.0 | .453 | .361 | .800 | 4.0 | 5.1 | 1.3 | .3  | 14.9 |
| Total | Total  | 108 | 73 | 33.1 | .396 | .334 | .762 | 4.3 | 4.9 | 1.3 | .5  | 12.8 |

## Vida personal
Smart es hijo de Billy Frank Smart y Camellia Smart que falleció de síndrome mielodisplásico el 16 de septiembre de 2018. Tiene tres hermanos mayores, Todd Westbrook (fallecido), Jeff Westbrook, y Michael Smart.
En diciembre de 2022 anunció su compromiso con Maisa Hallum, y se casaron el 16 de septiembre de 2023.